# Hammaptera herbosaria
Hammaptera herbosaria är en fjärilsart som beskrevs av William Schaus 1912. Hammaptera herbosaria ingår i släktet Hammaptera och familjen mätare. Inga underarter finns listade i Catalogue of Life.